# Chubz

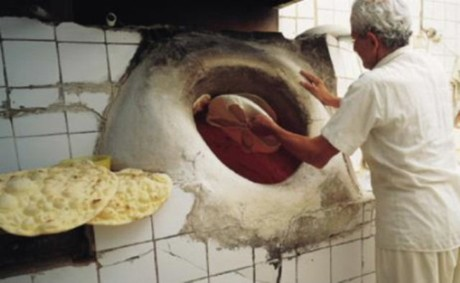
Chubz-Bäckerei in Bahrain

Chubz (arabisch خبز, DMG ḫubz), andere Schreibweisen Khubz, Khuboos oder Khubus, heißt in arabischen Ländern allgemein „Brot“. Speziell ist ein arabisches Fladenbrot gemeint. Es zählt in den Ländern der Arabischen Halbinsel, dem Libanon, Syrien, Jordanien, Palästina und Nordafrika zu den Grundnahrungsmitteln.

## Beschreibung
Chubz ähnelt einem großen Fladenbrot und wird meistens in einem speziellen Ofen gebacken, der Tannūr genannt wird. Der Teig wird dabei wie eine Pizza auf einer runden Scheibe gedreht, bis er die richtige Größe hat, und wird dann an der Innenseite des Ofens ausgebacken. Wenn das Chubz fertig gebacken ist, bläht es sich auf und hat charakteristische braune Flecken. Um das Brot von der Ofenwand zu entfernen, wird ein Drahthaken verwendet. Das traditionelle irakische Chubz unterscheidet sich dadurch, dass es keine Tasche bildet. Doch auch die übliche Variante mit Tasche ist sehr beliebt.

## Zusammensetzung
Chubz besteht aus einem Hefeteig, der aus grobem Weizenmehl oder Vollkornmehl mit der Zugabe von Wasser, Salz und Olivenöl besteht. Selten werden auch Gewürze untergemengt.